# Pyhäjärvi
Pyhäjärvi è una città finlandese di 4835 abitanti, situata nella regione dell'Ostrobotnia Settentrionale.
Qua nacque il militare Lennart Oesch.